# 赵家砭乡
赵家砭乡是中国陕西省榆林市绥德县下辖的一个乡。

## 行政区划
赵家砭乡下辖以下行政区：
赵家砭村、张王圪劳村、丁兴庄村、李家石畔村、马兴庄村、王霍家砭村、艾家沟村、苏家沟村、付家沟村、崔家墕村、张家山村、李家山村、高家沟村、赵家渠村、丁王家沟村、王家墕村、冯峁村、柳沟村、贺家营村、姚渠村、大沟村、梁崖窑村、祁家沟村、刘家沟村、叶家坪村、兵操寺村